# Eurydirorhachis dulitensis
Eurydirorhachis dulitensis är en mångfotingart som beskrevs av Pocock 1897. Eurydirorhachis dulitensis ingår i släktet Eurydirorhachis och familjen Platyrhacidae. Inga underarter finns listade i Catalogue of Life.